# Smicropus mamillifera
Smicropus mamillifera är en fjärilsart som beskrevs av W. Warren 1900. Smicropus mamillifera ingår i släktet Smicropus och familjen mätare. Inga underarter finns listade i Catalogue of Life.